# Icsimaru Mizuki
Icsimaru Mizuki (市丸 瑞希) (Ibaraki, 1997. május 8. –) japán válogatott labdarúgó.

## Klub
A labdarúgást a Gamba Oszaka csapatában kezdte. Később játszott még a FC Gifu és a FC Ryukyu csapatában.

## Nemzeti válogatott
A japán U20-as válogatott tagjaként részt vett a 2017-es U20-as labdarúgó-világbajnokságon.